# Herbert Pagani
Pour les articles homonymes, voir Pagani (homonymie).
Herbert Pagani, né Herbert Avraham Haggiag Pagani, est un peintre, sculpteur, auteur-compositeur-interprète de nationalité italienne des années 1970, né le 25 avril 1944 à Tripoli en Libye, mort le 16 août 1988 à Palm Springs en Californie aux États-Unis. Il fut le premier disc jockey de Radio Monte-Carlo.

## Biographie
Herbert Pagani est né dans une famille juive de Libye expulsée de ce pays en 1952. Après une enfance déchirée entre des parents divorcés, entre la France et l'Allemagne, Herbert Pagani s'est d'abord lancé dans le dessin et la peinture. Il débute dans la chanson sous la houlette d'Annalena Limentani, assistante de Roberto Rossellini, traduisant en italien ceux qu'il appelle ses « dieux », Jacques Brel et Léo Ferré, et en diffusant leur chansons au-delà des Alpes françaises. Il traduit aussi Mouloudji, Barbara et Édith Piaf ; il adapte également et notamment Antoine, Michel Polnareff, Françoise Hardy, Claude Nougaro, France Gall...
C’est grâce à une lettre écrite à Jacques Brel, reçue par sa femme car Brel avait déménagé, qu’il débuta[réf. nécessaire].
À Radio Monte-Carlo, où il anime des émissions en direction de l’Italie du nord, il est embauché pour remplacer une animatrice tombée malade. Les nombreux appels des auditeurs ravis de ce gai luron décidèrent le directeur de la station à le mettre à l’antenne. L’artiste y mit une condition : diffuser un de ses disques à chaque émission, la radio officielle italienne les censurant.
Il chante dans le film Amore mio aiutami (1969) d’Alberto Sordi (titre anglais Help Me My Love). Il joue et chante dans Marco Visconti (1975) téléfilm  de Anton Giulio Majano. Sa musique est encore utilisée aujourd’hui comme dans Perdutoamor (2003) où l’on entend le titre Mia Lombardia (la version italienne du Plat Pays de Brel, adaptée par Pagani).
Il enregistre en 1972 Megalopolis (avec Christian Chevalier, Jean Claudric, Ivan Graziani, Jean-Claude Petit et Jean-Claude Vannier aux orchestrations), une comédie musicale de politique fiction, sorte d'opéra-rock, bien avant Starmania. Mégalopolis est jouée avec succès au théâtre de Chaillot en décembre 1975, et reprise dans la foulée à Bobino en avril 1976.
Le 26 mai 1974, Denise Glaser consacre l'intégralité de son émission télévisée Discorama à Herbert Pagani.
Il se présente politiquement comme à gauche, aussi bien dans ses prises de positions en France que dans son soutien au sionisme et à l'État d'Israël. On le voit aux côtés de François Mitterrand et en 1977 il écrit pour le parti socialiste l'hymne Changer la vie sur une musique de Mikis Theodorakis, qu'il interprète pour la première fois à l'occasion du congrès de Nantes le 17 juin 1977,.
Dans plusieurs de ses chansons, il a insisté sur son identité juive (L'étoile d’or) et son soutien à Israël (Plaidoyer pour ma terre), Ce dernier texte constitue son « credo » politique.
Polyglotte, il parlait italien, français, allemand, anglais, espagnol et a également des notions en russe.
Herbert Pagani est mort à 44 ans des suites d’une leucémie à évolution accélérée. Il repose à Tel Aviv en Israël.

## Discographie

### Studio
- 1967 : L’Amicizia (30 cm Mama, RPLP-001)
- 1971 : Concerto d’Italie (30 cm Pathé Marconi 2C 064 11757 - version française partielle de L’Amicizia à laquelle s'ajoutent quelques titres originaux)
- 1972 : Megalopolis (2×30 cm Pathé Marconi 2C 162 12354-5 - double album qui deviendra un spectacle à Bobino. Réédité en 1989 2×CD EMI 251 978)
- 1974 : Les Années de la Rage et les Heures de l'Amour (30 cm Pathé Marconi 2C 062 12733)
- 1975 : Ballate dal Marco Visconti (30 cm RCA Italiana, TPL1-1155)
- 1975 : Peintures (30 cm Pathé Marconi 2C 066 13059)
- 1976 : Palcoscenico (30 cm RCA Italiana, TPL-1-1225)

### En public
- 1976 : Pagani à Bobino (30 cm Pathé Marconi 2C 066 14294)

### 45 tours
- 1967 : Chez nous (Pathé Marconi)
- 1976 : Plaidoyer pour ma terre (Pathé Marconi)
- 1977 : 1900 (Pathé Marconi)
- 1977 : Les Gens de nulle part / Vieux père Hugo (Pathé Marconi)
- 1982 : Le Grand Pardon (Philips)[4]

### Compilation
chez nous compositeur inconnu (voir  limberger  edouard)
- 1994 : Le Meilleur de Herbert Pagani